# Martin Cranie
Martin James Cranie (Yeovil, 1986. szeptember 23. –) angol labdarúgó, a Luton Town játékosa.

## Pályafutása

### Southampton
Cranie tagja volt annak a southamptoni ificsapatnak, mely 2005-ben bejutott az FA Youth Cup döntőjébe, de ott összesítésben kikapott az Ipswich Towntól. 2004-ben egy ideig kölcsönben a Bournemouth-nál játszott, ahol három meccsen kapott lehetőséget.
2006. november 7-én 2007 januárjáig kölcsönben a Yeovil Townhoz igazolt. Később visszatér még néhány hétre a csapathoz. A Southamptonban a 2006/07-es szezonban mutatkozhatott be a Derby County elleni rájátszás-elődöntő visszavágóján. Csapata büntetőkkel kikapott.

### Portsmouth
2007. június 26-án Cranie a Portsmouth-hoz igazolt. Augusztus 15-én, egy Manchester United elleni bajnokin debütált a csapatban és jó teljesítményt nyújtott jobbhátvédként. Október 6-án kölcsönben leigazolta a Queens Park Rangers, de hat meccs után vissza kellett térnie a Pompey-hoz lábtörése után. 2008 szeptemberében a Charlton Athletichez került kölcsönben 2009 januárjáig.

## Válogatott
Cranie-t 2007. augusztus 16-án hívták be először az U21-es angol válogatottba.

## Külső hivatkozások
- Martin Cranie pályafutásának statisztikái a Soccerbase oldalon (angolul)